# Julio Teherán
Pour les articles homonymes, voir Téhéran (homonymie).
Julio Alberto Teherán Pinto (né le 27 janvier 1991 à Carthagène des Indes, Colombie) est un lanceur de relève droitier des Ligues majeures de baseball jouant avec les Padres de San Diego.

## Carrière
Julio Teherán signe son premier contrat professionnel en 2007 avec les Braves d'Atlanta. Vanté pour la qualité de sa balle rapide et de sa balle courbe, il est classé par le baseball majeur au 34e rang sur la liste des 50 meilleurs espoirs mondiaux au début de l'année 2010. 
Après avoir amorcé en 2011 sa quatrième saison en ligues mineures, Teherán est rappelé par Atlanta au début mai et effectue son premier départ dans les majeures le 7 mai 2011, à l'âge de 20 ans, face aux Phillies de Philadelphie. Il est toutefois le lanceur perdant dans un revers de 3-0 des Braves. Il joue cinq parties pour Atlanta en 2011, dont trois comme lanceur partant. À son dernier départ le 8 septembre face aux Mets de New York, il mérite sa première victoire dans les majeures. Il clôt la campagne avec une fiche de 1-1 et une moyenne de points mérités de 5,03 en 19 manches et deux tiers de travail.
Teherán est invité au match des étoiles 2014. Il est un modèle de fiabilité dans la rotation de partants des Braves en 2014 avec une moyenne de points mérités de 2,89 en 221 manches lancées lors de 33 départs. Seul Alex Wood, qui a passé près de deux mois dans l'enclos de relève, montre une moyenne de points mérités légèrement inférieure (2,78) parmi les lanceurs ayant surtout œuvré dans la rotation du club cette année-là. Teherán remporte 14 matchs contre 13 défaites et enregistre 186 retraits sur des prises. Il est 4e des majeures avec 4 matchs complets, deux de moins que le meneur Clayton Kershaw et 2e de la Ligue nationale avec deux jeux blancs. Le premier match complet et premier blanchissage de sa carrière sont réussis le 16 avril 2014 aux dépens des Phillies de Philadelphie, à qui il n'accorde que 3 coups sûrs en 9 manches.
Après son excellente saison 2014, Tehran voit sa moyenne de points mérités faire un bond important et atteindre 4,04 en 2015. Gagnant de 11 parties contre 8 défaites, il mène les lanceurs de la Ligue nationale avec 33 départs et cumule 200 manches et deux tiers de travail, enregistrant 171 retraits sur des prises.
Il représente les Braves au match des étoiles 2016, honorant ainsi sa deuxième sélection en carrière.
Le 14 avril 2017, Teheran effectue le premier lancer de l'histoire du SunTrust Park d'Atlanta lors du match d'ouverture au nouveau stade des Braves. Il est frappé par Manuel Margot des Padres de San Diego vers le champ centre, où la balle est captée par Ender Inciarte pour le premier retrait. Teheran est aussi le lanceur gagnant dans la victoire de 5-2 des Braves.